# Vol Air France 422
Le 20 avril 1998 à 16:47 (21:45 UTC), un Boeing 727 de la compagnie équatorienne TAME effectuant le vol Air France 422, dernière étape de liaison Paris-Quito d'Air France, a percuté le flanc du mont El Cable, peu après son décollage par faible visibilité de l'aéroport international El Dorado de Bogota, en Colombie, provoquant la mort des 53 personnes à bord.

## Contexte

### Avion

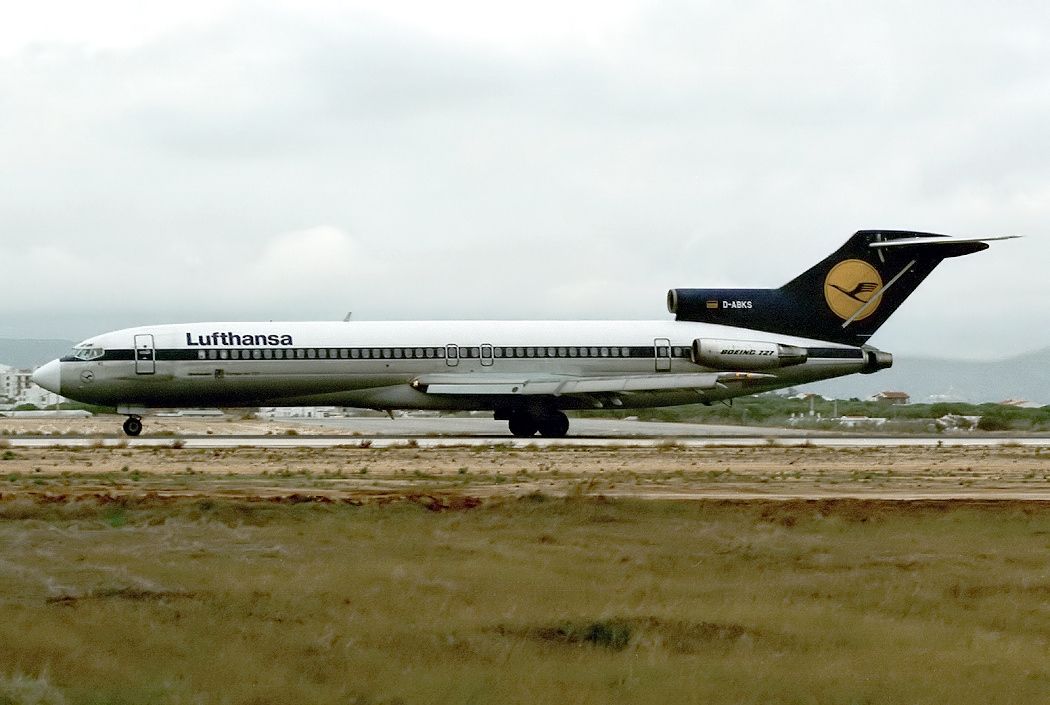
L'appareil impliqué dans l'accident, ici en 1990, alors qu'il opérait pour Lufthansa.

L'appareil impliqué est un Boeing 727-230 Adv âgé de 19 ans, immatriculé HC-BSU (numéro de série 21622/1431) et équipé de trois turboréacteurs à double flux Pratt & Whitney JT8D-15 ; il a effectué son premier vol en janvier 1979 et totalise 34 586 heures de vol et 26 475 cycles (décollage/atterrissage) au moment de l'accident.
Il appartenait à TAME, la compagnie aérienne nationale équatorienne, mais était affrété par Air France pour la dernière étape de son vol au départ de Paris, avec un équipage équatorien. 

### Équipage
L'équipage dans le poste de pilotage, composé de trois hommes, était considéré comme suffisamment qualifié, selon les autorités de formation de la compagnie aérienne, mais le commandant de bord ne totalise qu'environ 400 heures de vol à bord d'un 727. Un technicien de la maintenance aérienne et six agents de bord complétaient l'équipage. On dénombre également 43 passagers à bord de l'avion.
Le commandant de bord était Jaime Vasconez Zuñiga (42 ans), un ancien pilote de la Fuerza Aérea Ecuatoriana (FAE) qui travaille pour TAME depuis trois ans. Il totalise 5 062 heures de vol, dont 2 296 heures sur Boeing 727, mais seulement 413 heures en tant que commandant de bord sur ce type d'avion.
Le copilote était Carlos Cadena Silva (44 ans), également officier à la retraite de l'armée de l'air équatorienne et volant pour TAME depuis un an. Il totalise 7 872 heures de vol, mais seulement 528 heures sur 727.
Le mécanicien navigant était Luis Delgado Cherrez (54 ans), qui totalise 7 878 heures de vol au cours de sa carrière. Ils étaient également accompagnés du technicien de la maintenance aérienne Edinson Torres (32 ans).

## Accident
Le vol 422 a été autorisé à se rendre à l'aéroport international Mariscal Sucre de Quito, via la procédure SID Girardot 1 (GIR1), qui consiste en un virage à droite après le décollage, au-dessus de la balise non directionnelle (NDB) Romeo/R, afin de réduire la pollution sonore, puis en une transition (via VIOTA) vers une autre route en direction du sud-ouest.
La météo au moment de l'accident faisait état de fortes précipitations, avec une visibilité de 7 km, un plafond à 700 m et des cumulus environnants, d'une température de 18 °C, et d'un vent de 5 nœuds au 270.
La procédure était également prévue pour empêcher les avions d'entrer dans une zone montagneuse près du VOR de Bogota, dont l'altitude minimale augmente considérablement jusqu'à atteindre 14 000 pieds (4 267 m).
Moins de 2 minutes après le décollage de la piste 13L, le 727 s'est écrasé, à une vitesse de 260 nœuds (480 km/h), sur le Cerro el Cable, situé à 3 100 mètres d'altitude (500 m au-dessus de l'aéroport). Les 53 personnes à bord sont mortes des suites d'une combinaison de blessures causées par l'impact initial et l'incendie qui a suivi le crash.

## Enquête
L'enquête, menée par l'UAEAC (Unidad Administrativa Especial de Aeronáutica Civil), l'agence gouvernementale du ministère des Transports colombien a conclu dans son rapport final que la cause probable de l'accident du vol 422 est le fait que l'équipage n'a pas exécuté la manœuvre correctement après le décollage ; le copilote, alors pilote aux commandes, n'a pas effectué le virage initial, puis a oublié d'allumer le transpondeur de l'avion, ce qui a empêché les contrôleurs radar d'assister les pilotes pendant la montée.
L'enregistreur de paramètres (FDR) a montré un profil de départ avec une faible vitesse verticale et une vitesse anémométrique de 260 nœuds, conçu pour permettre la réduction de la consommation de carburant après le décollage.
Les enquêteurs ont conclu que l'accélération de l'appareil vers 260 nœuds et la visibilité réduite a entraîné une perte de conscience de la situation et une perte de repères visuels (désorientation spatiale) de la part de l'équipage, la concentration résolue des pilotes sur l'augmentation de la vitesse conduisant au mépris de la sécurité concernant la navigation de l'avion, poussant l'équipage à ne pas maintenir le cap de départ (dans l'axe de la piste 13L/31R), et déviant de la trajectoire de vol prévue jusqu'à la collision avec le relief.
Certains paysans de la région de l'accident ont eu le temps de dépouiller les victimes de leurs portefeuilles et objets de valeur avant que les premières équipes de secours n'arrivent sur place.